# Eurypon debrumi
Eurypon debrumi är en svampdjursart som först beskrevs av de Laubenfels 1954.  Eurypon debrumi ingår i släktet Eurypon och familjen Raspailiidae. Inga underarter finns listade i Catalogue of Life.